# Rottachberg
Der Rottachberg ist ein 1115 m ü. NHN hoher Berg in den Allgäuer Alpen. Der Berg hat seinen Namen von der nördlich vorbeifließenden Rottach, sein Gipfel trägt den Namen Falkenstein oder Auf dem Falken. Der relativ niedrige, acht Kilometer lange, bewaldete Rottachberg liegt etwas versetzt vor dem Grünten. Zwischen diesen beiden Bergen befindet sich die Gemeinde Rettenberg. Am Nordende des Berges steht die Ruine der hochmittelalterlichen Burg Rettenberg. Am Südende auf der Gebhardshöhe ist ein Aussichtspunkt mit Pavillon.

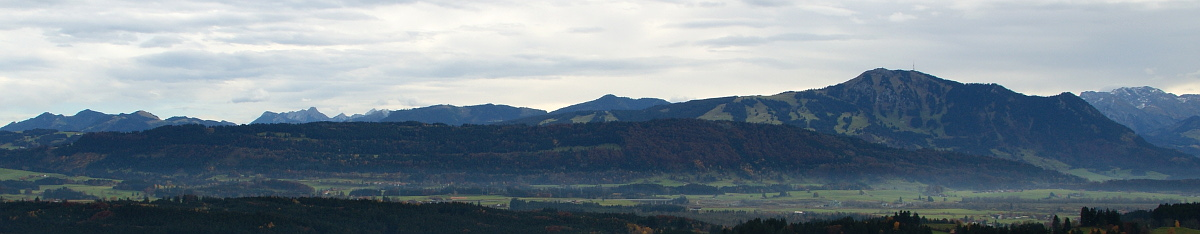
Rottachberg und Grünten vom Stoffelberg
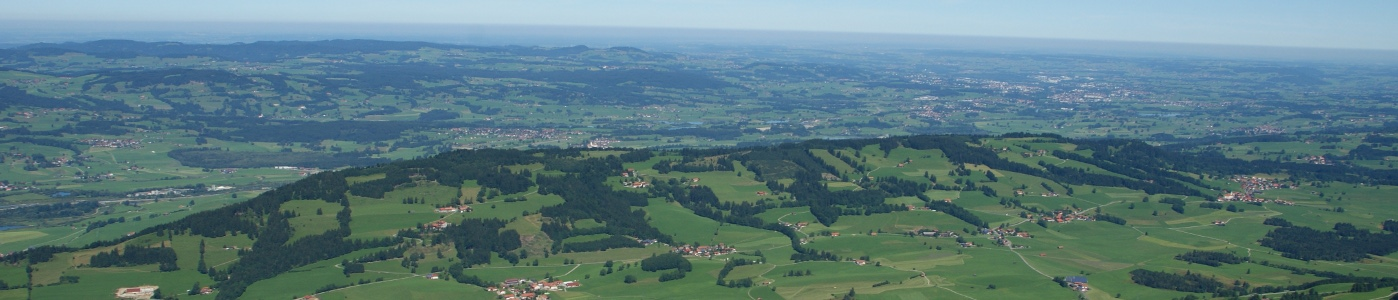
Rottachberg vom Grünten
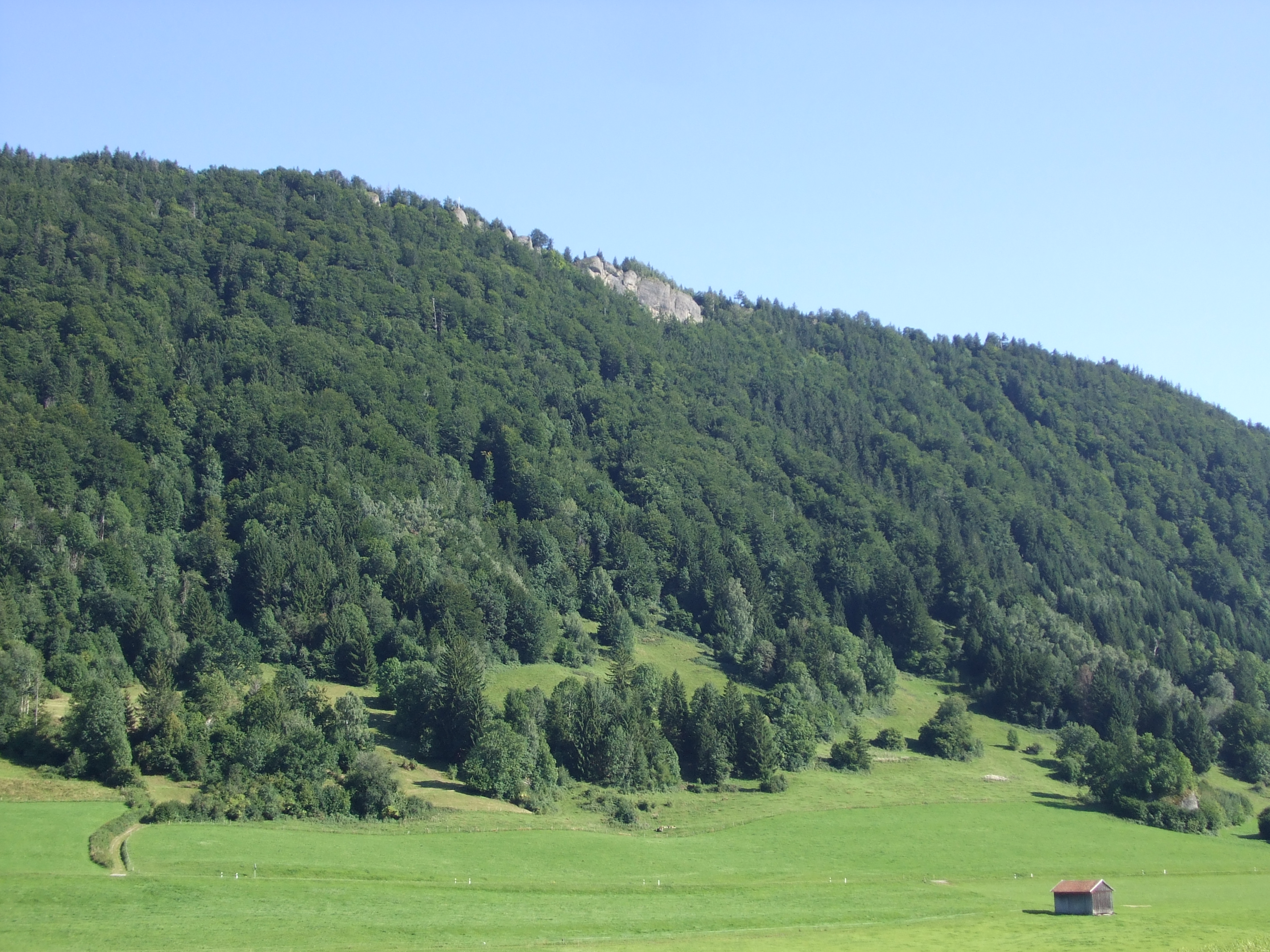
Falkenstein am Rottachberg
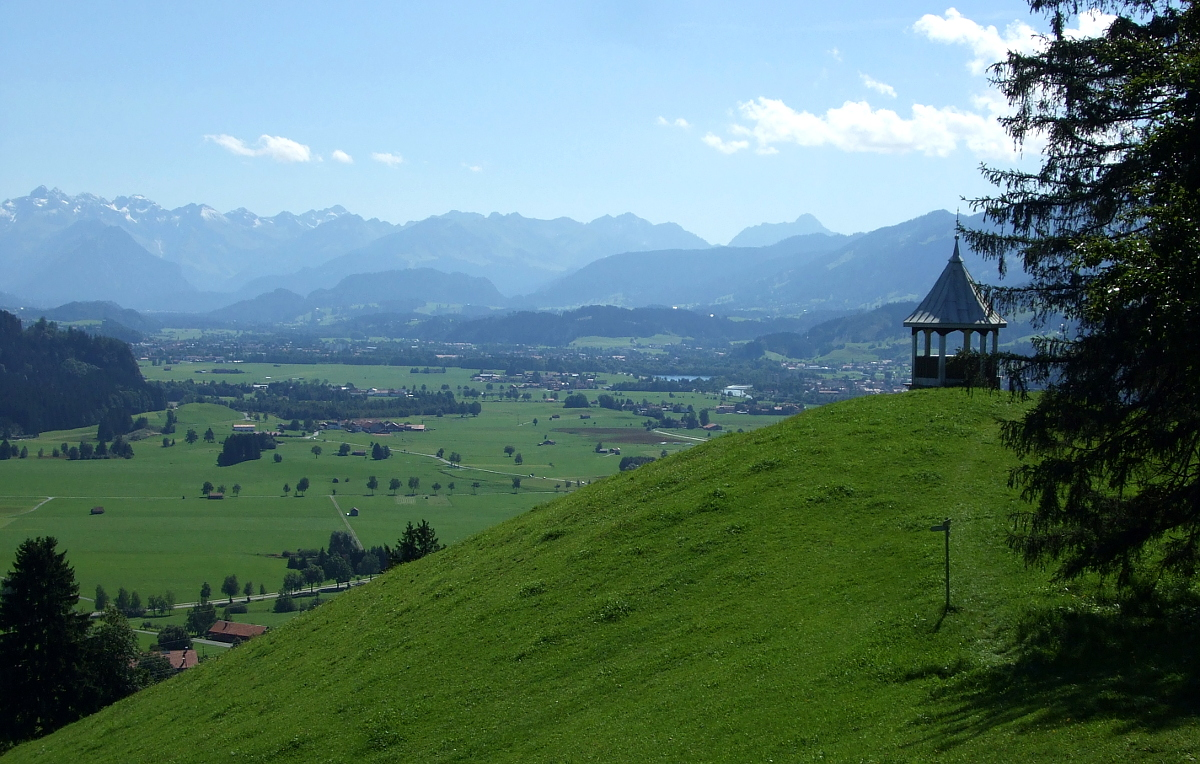
Pavillon auf der Gebhardshöhe
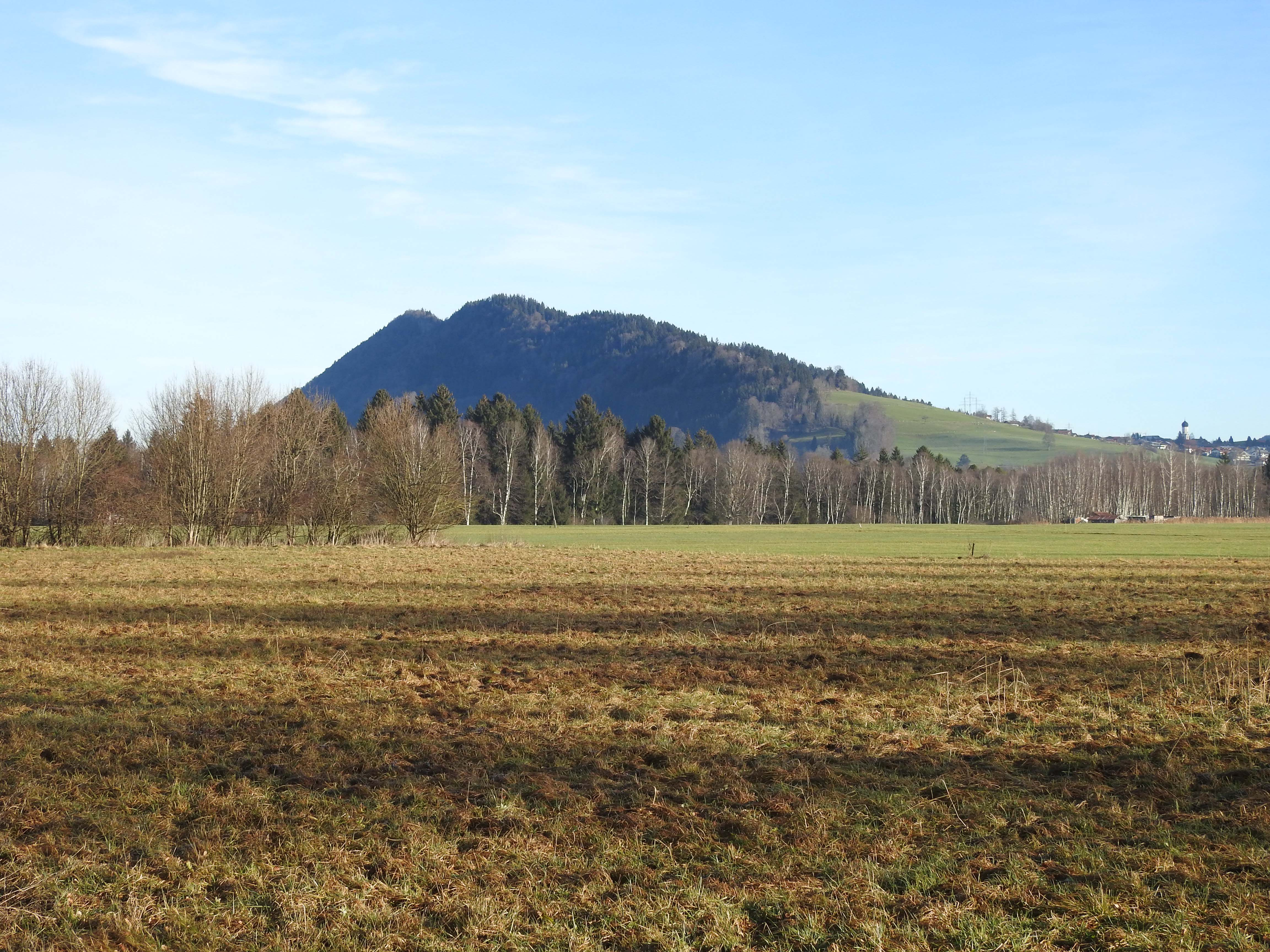
Rottachberg von Südwesten

## Besteigung
Der Rottachberg ist gut mit Wanderwegen erschlossen. Eine etwa zweieinhalbstündige Runde führt von Rettenberg aus über den Falkenstein. Der Falkenstein ist ein anspruchsvolles Klettergebiet mit dem Schwierigkeitsgrad VII bis XI.